# Château de Boissy-le-Sec
 (août 2010).
Si vous disposez d'ouvrages ou d'articles de référence ou si vous connaissez des sites web de qualité traitant du thème abordé ici, merci de compléter l'article en donnant les références utiles à sa vérifiabilité et en les liant à la section « Notes et références ».
Le château de Boissy-le-Sec est un château français situé dans la commune de Boissy-le-Sec, en pays Hurepoix, dans le département de l'Essonne et la région Île-de-France, à quarante-six kilomètres au sud-ouest de Paris.

## Situation
Le château est visible directement par son entrée au 10 de la Grande-Rue, vers le sud du bourg. Le domaine est circonscrit par les rues du Parc, de Vaucouleur et des Chicards.

## Histoire
Une tradition, reprise par les historiens locaux, avance la date de 1339 pour la construction du château fort, attribuée à Jean Paviot, chevalier banneret de l'armée royale de Philippe VI de Valois. Ce roi, à la veille de la guerre de Cent Ans, avait sans doute éprouvé le besoin de compléter les défenses avancées de Paris entre ses châteaux d'Étampes et Dourdan alors que l'on pouvait craindre des attaques anglaises en provenance d'Aquitaine. Toutefois, Jean Paviot n'est attesté comme seigneur de Boissy-le-Sec qu'en 1349 par un acte de foi et d'hommage rendu à la duchesse d'Alençon, comme tutrice de son fils mineur, comte apanagiste d'Étampes.
Ce château-fort fut pris par les Anglais probablement en 1358. Le château de Boissy-le-Sec est mentionné en 1360 dans le traité de Brétigny parmi les forteresses conservées par le roi d'Angleterre comme gage du paiement de la rançon de Jean II, roi de France, fait prisonnier à la bataille de Poitiers.
Dans la seconde moitié du XVe siècle, les descendants de Jean Paviot transformèrent leur château en demeure de plaisance construisant entre les deux tours un corps de logis principal où fut intégré, dans son rez-de-chaussée, le second niveau de la tour de la salle basse. Cette nouvelle construction comportait de larges fenêtres à meneaux encadrées de pierre de taille sculptées. Des demi-fenêtres à traverses furent percées dans les deux tours, avec un encadrement de pierre de taille, sculptées dans le même style gothique flamboyant. À cette même époque, ou plus tard au XVIe siècle, l'ancien logis seigneurial fut élargi et surélevé, formant une aile sud, en retour du nouveau corps de logis principal. Au rez-de-chaussée l'élargissement comportait une galerie, dotée de trois arceaux, ouverte sur l'extérieur. Au début du XVIIIe siècle de nouvelles transformations mirent le "vieux château" au goût du jour, ce qui impliqua le bouchage des arceaux et surtout la recouvrement des encadrements de fenêtres gothiques par des aplats de plâtre, conférant à ces ouvertures un style baroque.
Ces encadrements gothiques réapparurent sur la façade nord du corps de logis principal et sur les tours qui l'encadrent en 2006, à l'occasion d'un ravalement. Cette découverte entraina l'inscription en 1968 au titre des monuments historiques des façades et des toitures du château alors qu'antérieurement seules la salle basse voûtée et la cave alvéolée étaient inscrites à l'inventaire supplémentaire.
Le dernier des Paviot de Boissy-le-Sec mourut en 1697 et, après divers errements, la seigneurie fut achetée par Charles Boyetet de Mérouville, d'une famille de grands négociants d'Orléans récemment anoblie par l'achat d'une charge de secrétaire du Roi.
La famille Boyetet devenue de Boissy conservera la seigneurie jusqu'à la Révolution; ses descendants à l'époque vendirent le château, sa basse cour et les terres à un avocat d'Orléans, Guillaume Couturier qui, pour son malheur, avait été un fermier général ce qui lui valut d'être guillotiné en 1794. Sa veuve récupéra le domaine sous le Directoire et l'apporta à son second mari, Jean-Baptiste Bourgeon. Celui-ci devint maire du village sous l'Empire et le resta sous la Restauration et au début de la Monarchie de Juillet. Il fit transformer les parterres et les bosquets du jardin classique du château en parc paysager et, sous son administration, le clocher et le porche de l'église gothique qui s'étaient effondrés furent reconstruits en style néo-classique.
Le château est partiellement inscrit au titre des monuments historiques le 21 décembre 1984 et le 5 décembre 2007.

## Architecture

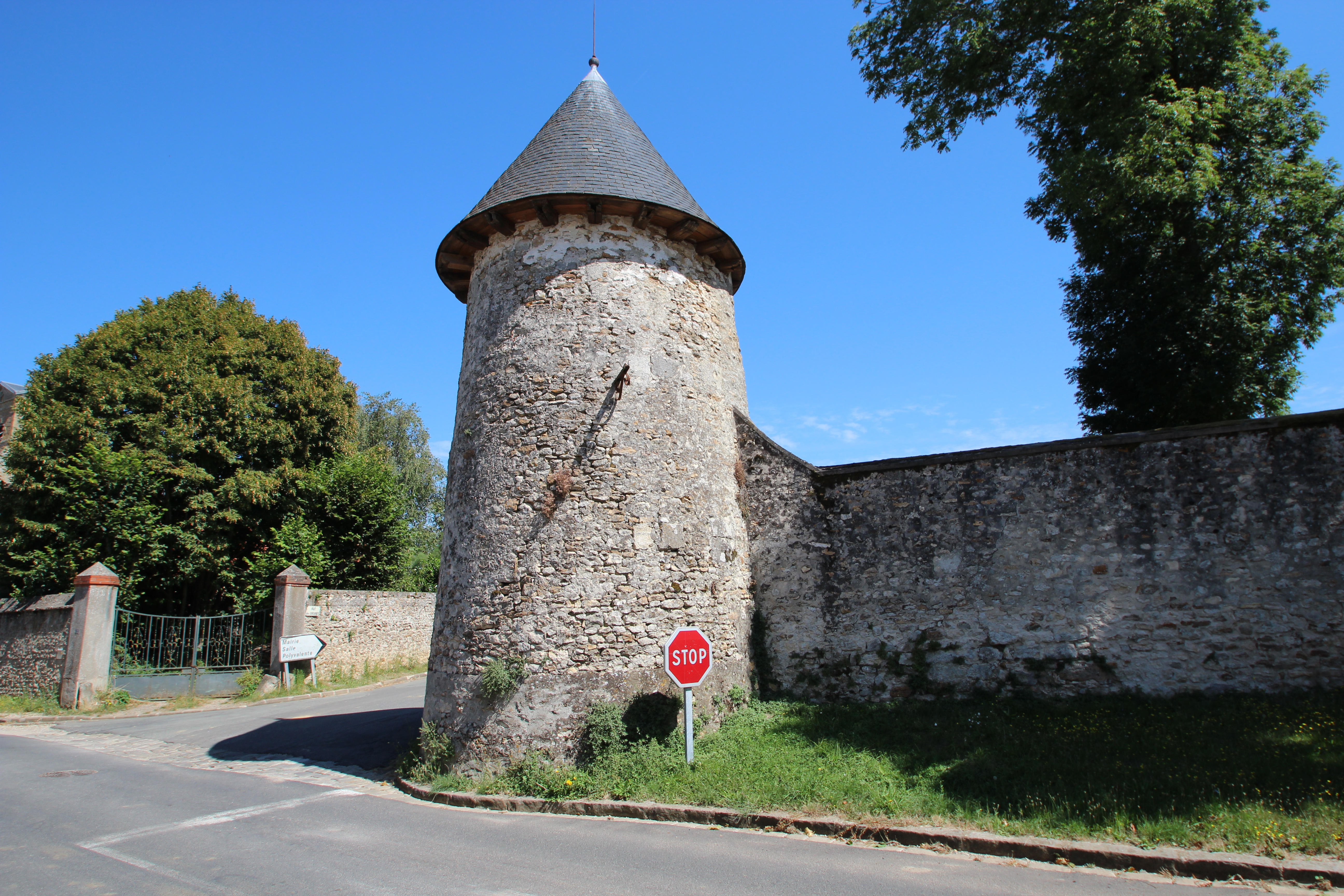
Tour du mur d'enceinte

Il fut à l'origine une forteresse médiévale. Du côté occidental du bâtiment une salle basse voûtée, dotée d'un pilier central supportant quatre ogives, semble dater de la fin du XIIIe siècle et était peut-être à l'époque l'audience du tribunal seigneurial formant le niveau bas d'une tour carrée dont les parties hautes ont disparu, noyées dans les constructions ultérieures La cave alvéolée dont l'accès se fait par un large escalier débouchant dans la salle voûtée est sans doute antérieure et pourrait être ce qui reste d'un premier logis seigneurial construit par Gauthier de Nanteau créé seigneur de Boissy-le-Sec par Philippe Auguste.
Du côté oriental, une autre structure carrée de dimensions voisines abrite aujourd'hui, au rez-de-chaussée, la cuisine, un des murs très épais de cette autre tour carrée émerge dans l'actuel grenier ce qui indique qu'elle comportait au moins trois niveaux. Cette tour carrée  abritait, peut-être, la grande salle et l'"aula" du châtelain primitif et se trouve accolée au sud par un bâtiment ancien où se trouvent deux petites pièces basses, l'arrière-cuisine et un cellier, surmontée à l'entresol par une chambre basse et un fruitier. Sous celui-ci s'étend une cave voûtée.
Au nord, l'actuelle façade principale est encadrée de deux tours rondes dont l'une, à l'est, fortement talutée sur son pourtour, dotée de murs très épais percés de meurtrières était primitivement isolée du reste du bâtiment et constituait peut-être le donjon de ce petit château fort. L'autre tour à l'ouest flanque la structure de la salle basse voûtée.

## Sources
1. ↑  Notice no IA00126427, sur la plateforme ouverte du patrimoine, base Mérimée, ministère français de la Culture.
2. ↑  Notice no PA00087819, sur la plateforme ouverte du patrimoine, base Mérimée, ministère français de la Culture.

## Pour approfondir